# Căile ferate montane din India
Căile ferate montane din India se referă la liniile de cale ferată construite în munții din India. Trei dintre aceste căi ferate, Darjeeling Himalayan Railway, calea ferată montană Nilgiri⁠(d), și calea ferată Kalka–Shimla⁠(d), constituie împreună un loc în patrimoniul mondial UNESCO sub numele de „Căile ferate montane din India”. O a patra linie, calea ferată Matheran Hill⁠(d), este pe lista tentativă a Patrimoniului Mondial UNESCO. Toate acestea sunt căi ferate cu ecartament îngust; Nilgiri Mountain Railway⁠(d) este, de asemenea, singura cale ferată cu cremalieră din India.
Unele căi ferate montane, cum ar fi secțiunea Lumding–Badarpur⁠(d), au fost convertite la ecartament larg de 1.676 mm, standardul la nivel național, în timp ce unele căi ferate, cum ar fi calea ferată Valea Kangra⁠(d), sunt în proces de a fi convertite la ecartament larg. Altele, cum ar fi linia Jammu–Baramulla, sunt în prezent în construcție, iar altele sunt în faza de planificare, inclusiv linia Bilaspur–Manali–Leh linie, linia Jammu–Poonch, linia Srinagar–Kargil–Leh, și calea ferată Chota Char Dham. Toate căile ferate montane construite în perioada recentă folosesc ecartament larg.

## Sit în patrimoniul mondial
Trei linii de cale ferată, Darjeeling Himalayan Railway, calea ferată montană Nilgiri⁠(d), și calea ferată Kalka–Shimla⁠(d), sunt împreună desemnate ca loc în Patrimoniul Mondial UNESCO sub numele de „Căile ferate montane din India”. Cea de-a patra cale ferată, Matheran Hill Railway⁠(d), este pe lista tentativă a Patrimoniului Mondial UNESCO.
Baza listării de către UNESCO este aceea că ele sunt „exemple remarcabile de soluții inginerești îndrăznețe și ingenioase pentru problema stabilirii unei legături feroviare eficiente pe un teren muntos și accidentat.” Darjeeling Himalayan Railway a fost prima inclusă în 1999 pe lista UNESCO, fiind urmată de Nilgiri Mountain Railway în 2005. Kalka–Shimla Railway a fost și ea inclusă în sit în 2008. Cele trei rute împreună au fost intitulate „Căile ferate montane din India” de către UNESCO, și clasificate sub criteriile ii și iv, în regiunea Asia-Pacific⁠(d). Matheran Railway, a patra linie montană, a fost nominalizată și este în așteptarea aprobării de către organismul internațional.

## Darjeeling Himalayan Railway

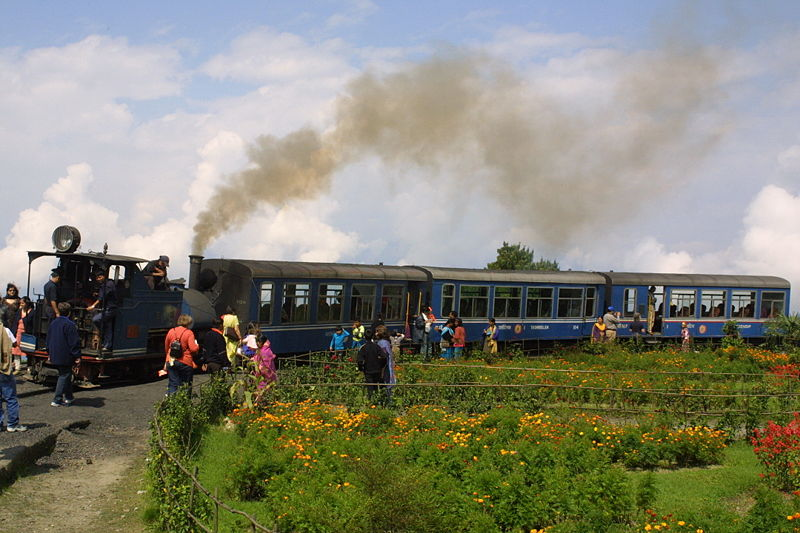
Un tren pe Darjeeling Himalayan Railway

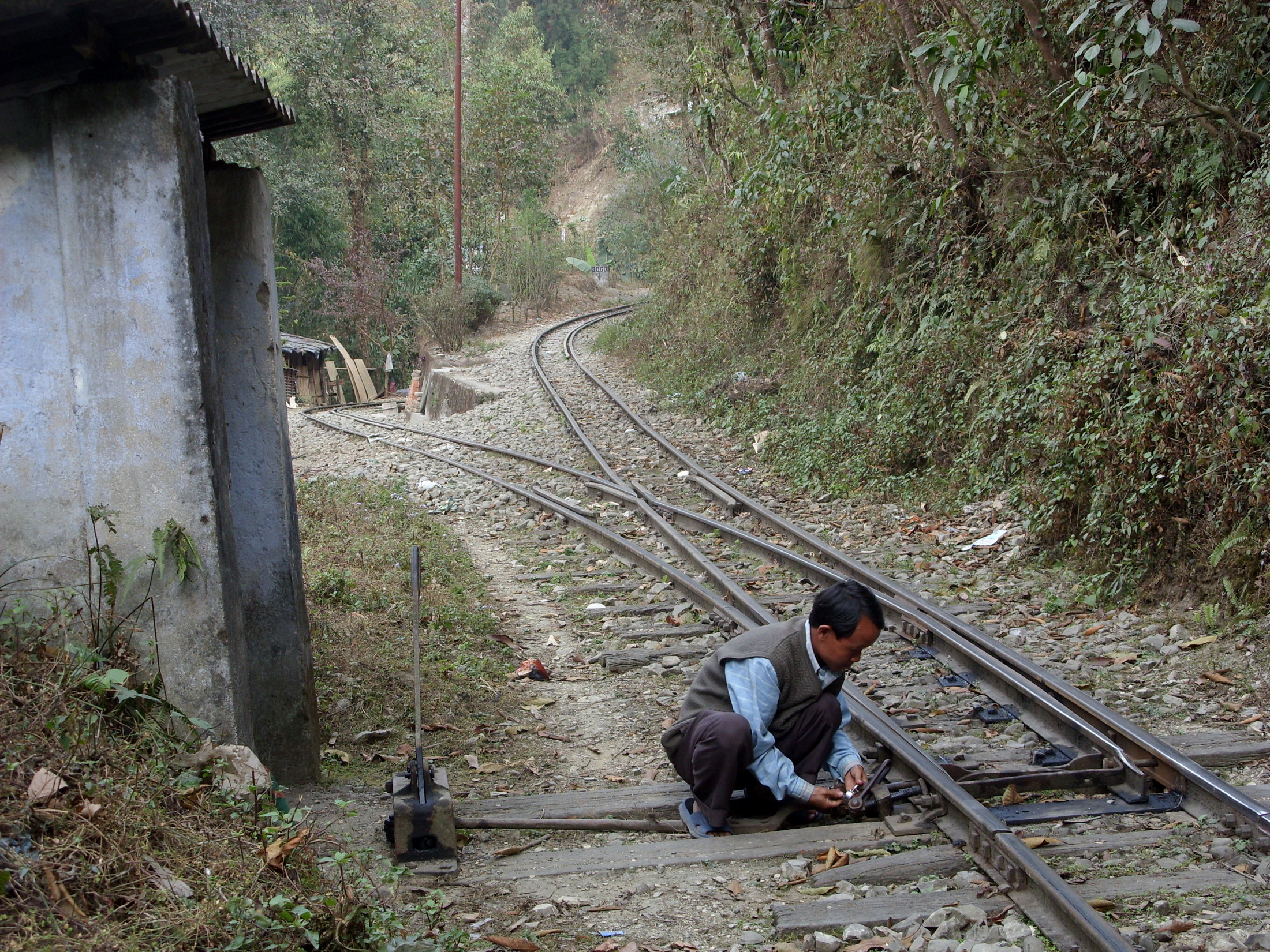
O stație de inversare în Z pe Darjeeling Himalayan Railway

Darjeeling Himalayan Railway (DHR), poreclită „trenul de jucărie”, este o cale ferată cu ecartament îngust de 610 mm, și o lungime de 88 km între Siliguri și Darjeeling. Darjeeling este o stație importantă pe timp de vară în zona de deal, centrul unei regiuni înfloritoare în cultivarea ceaiului în Bengalul de Vest. Calea ferată este operată de către Indian Railways⁠(d). Cota traseului la capătul de pornire este de 100 m în Siliguri⁠(d) și drumul urcă până la aproximativ 2.200 m altitudine la Darjeeling. Cea mai mare altitudine se găsește în stația Ghum⁠(d) la 2.300 m.
Orașul Siliguri, începutul căii ferate, era conectat cu Calcutta (astăzi Kolkata) pe cale ferată în 1878, dar orice călătorie suplimentară până la Darjeeling trebuia făcută cu tongas⁠(d) (căruțe trase de cai), pe un drum de praf. La recomandările unui comitet numit de Sir Ashley Eden⁠(d), au început lucrările la calea ferată în 1879 și au fost finalizate până în iulie 1881. Linia a suferit mai multe îmbunătățiri de-a lungul anilor, cum ar fi îndulcirea pantelor pentru a crește manevrabilitatea. Prin 1909-1910, Darjeeling Himalayan Railway transporta aproximativ 174.000 de pasageri și 47.000 de tone de mărfuri anual.
Printre caracteristicile importante încorporate în această linie se numără patru bucle (spirale⁠(d)) și patru inversări în „Z” (zig-zaguri⁠(d)). Introducerea vagoanelor cu boghiuri a permis înlocuirea vagoanelor simple cu patru roți, utilizate anterior pentru sprijin și stabilitate. În 1897, un cutremur major a deteriorat calea ferată, care a necesitat reconstrucția traseului, inclusiv îmbunătățiri extinse la linie și la stații. Alte modernizări au avut loc ca parte a Zonei Feroviare a Frontierei de Nord-Est. Cele mai multe trenuri de pe rută încă sunt acționate cu motoare cu aburi, trenul Darjeeling Mail⁠(d) este echipat cu un motor diesel modern. Calea ferată este remarcabilă și pentru semnele din punctele importante, care marchează locații cu denumiri ca Punctul Agoniei și Colțul Senzației. O altă caracteristică sunt spiralele pe dealuri abrupte, care oferă priveliști pitorești către valea de jos.
În 1999, linia Darjeeling a fost prima care a fost recunoscută de către UNESCO și introdusă pe Lista Patrimoniului Mondial. O condiție a includerii în listă a fost ca locomotivele cu abur să continue să fie folosite de-a lungul traseului.

## Calea ferată montană Nilgiri

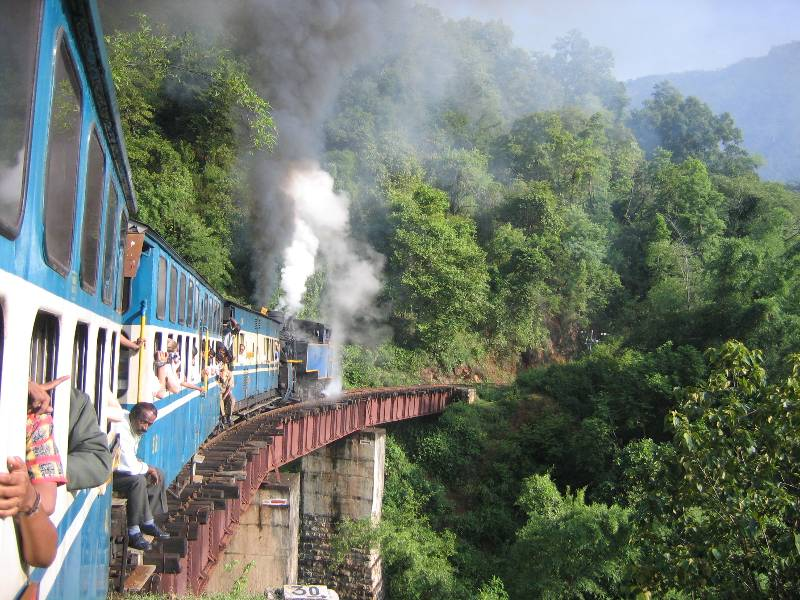
Un tren pe calea ferată montană Nilgiri

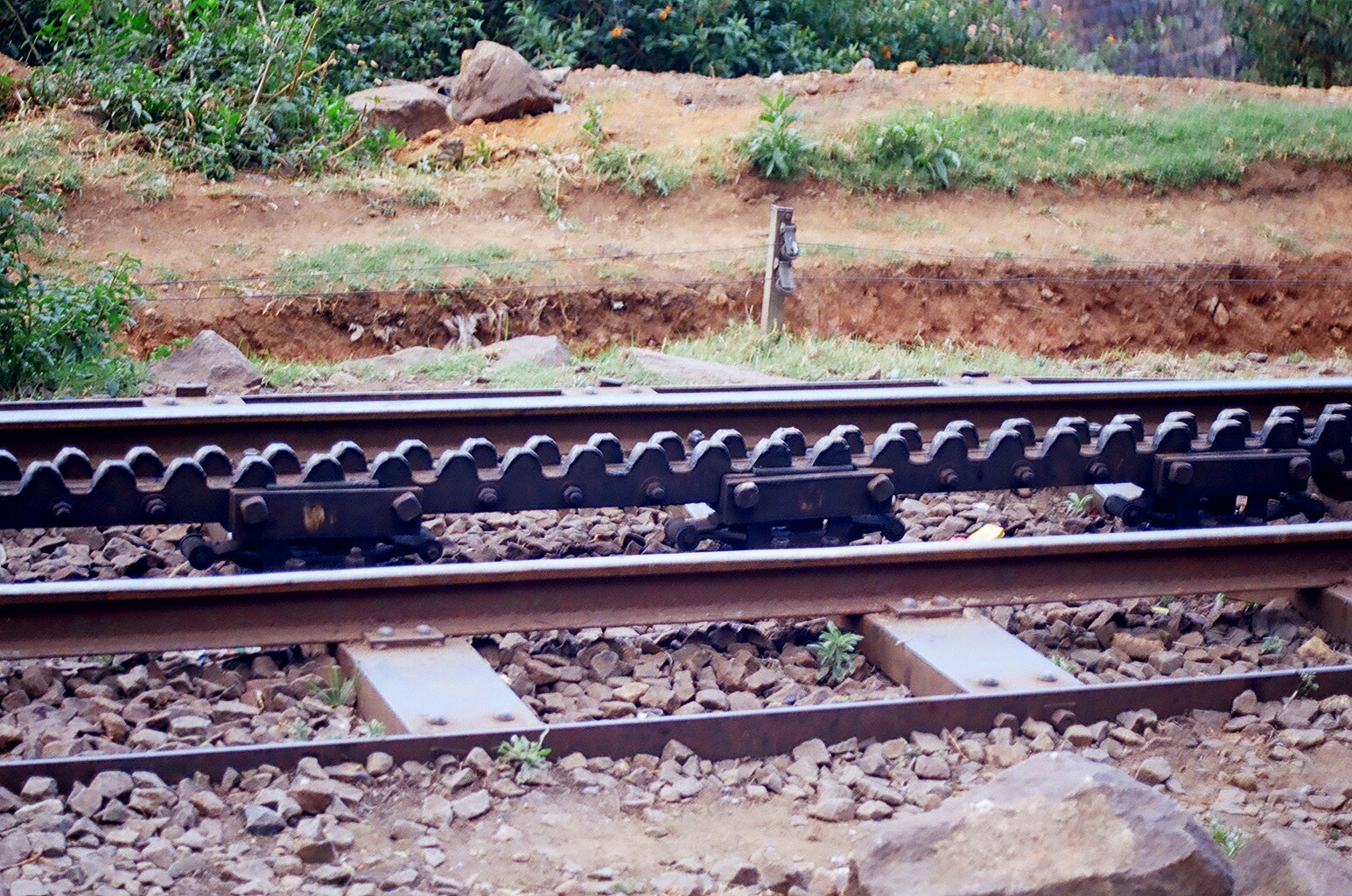
Sistemul pentru cremalieră al căii ferate montane Nilgiri

Calea ferată montană Nilgiri are 46 km lungime și ecartament metric, pe o singură linie, conectând orașul Mettupalayam cu stația montană Udagamandalam (Ootacamund). Traseul este situat în statul Tamil Nadu și traversează Dealurile Nilgiri⁠(d), cunoscute popular ca „Munții Albaștri⁠(d)”, din India de Sud⁠(d). Nilgiri Mountain Railway este singura cale ferată cu cremalieră din India, și folosește un sistem de cremaliere Abt. Acesta necesită utilizarea de  locomotive cu abur speciale. Linia conține 208 curbe, 16 tuneluri, și 250 de poduri, ceea ce face ca o călătorie de urcare să dureze circa 290 minute (4,8 ore), și una de coborâre — 215 minute (3,6 ore).
Inițial, orașul Coonoor⁠(d) a fost ultima stație, dar în septembrie 1908 linia a fost extinsă până la Fernjill și apoi Udagmandalam în 15 octombrie 1908. Sistemul a fost descris de către Guilford Lindsey Molesworth⁠(d) într-un raport din 1886:
„Două funcționalități distincte – prima fiind aceea a tracțiunii prin aderență ca într-o linie obișnuită; a doua aceea a tracțiunii prin pinioane acționând pe traversele căii ferate. Frânele sunt patru la număr – două frâne de mână, acționând prin frecare; și două acționând prin împiedicarea ieșirii libere de aer din cilindru și astfel folosind aerul comprimat pentru întârzierea înaintării locomotivei. Cele dintâi se folosesc pentru schimbarea de linie, iar celelalte pentru coborârea pantelor abrupte. Una din frânele de mână acționează asupra anvelopelor roților în maniera obișnuită, iar a doua acționează pe suprafețele șănțuite ale axului pinionului, dar poate fi folosită în porțiunile unde este întinsă cremaliera.”

O caracteristică unică a liniei, care este încă pe deplin operațională, este că cele mai vechi și mai abrupte linii folosesc tehnologia cu cremalieră și pinion⁠(d). În prezent, linia parcurge 7,2 km până la stația Kallar⁠(d) de la poalele dealurilor, unde începe porțiunea cu cremalieră, care se termină la stația Coonoor. Cel mai lung tunel din această secțiune măsoară 97 m. Traseul are o pantă de 1:12.5 până la Coonoor⁠(d) și, de la stația Coonoor până la capăt, 1:23.
Calea ferată montană Nilgiri a fost listată în Patrimoniul Mondial UNESCO în iulie 2005.

## Calea ferată Kalka–Shimla

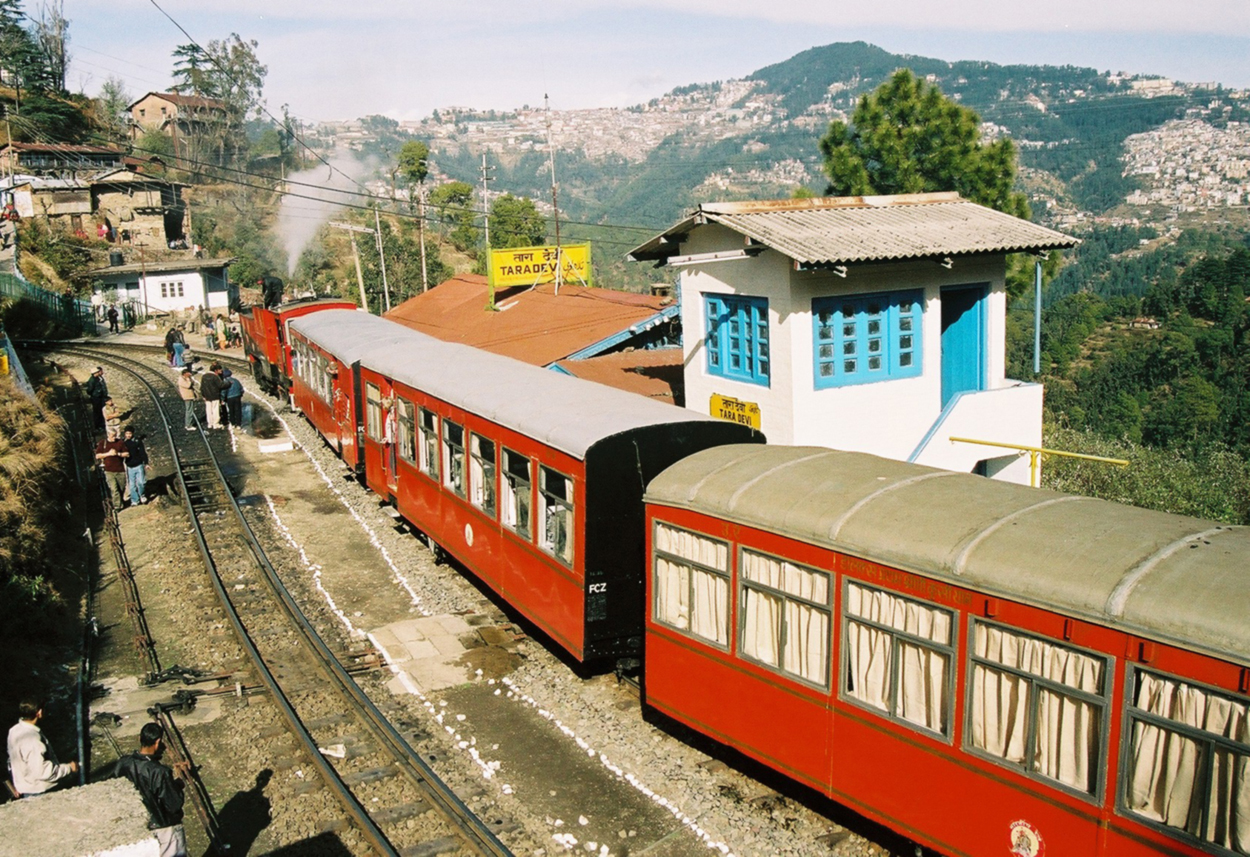
Shivalik Deluxe Express pe Calea ferată Kalka–Shimla

Calea ferată Kalka–Shimla se întinde între Kalka și Shimla pe o distanță de 95,66 m, cu ecartament îngust de 762 mm. Shimla este capitala modernă a statului Himachal Pradesh și este situată la o altitudine de 2.205 m la poalele munților Himalaya. Orașul era fosta capitala de vară⁠(d) a Indiei Britanice, începând cu 1864, și, de asemenea, a servit drept cartier general al Armatei Britanice din India.
Înainte de construirea căii ferate, singurul acces la Shimla era pe drumul rural de căruțe. Linia de cale ferată a fost construită de către Compania Feroviară Delhi–Ambala–Kalka, începând cu anul 1898 în Dealurile Siwalik, și a fost finalizată în 1903.
Calea ferată Kalka–Shimla are 103 tuneluri și 864 de poduri. Multe dintre poduri sunt cu arcade multiple, amintind de apeductele din Roma Antică, în timp ce un pod, cu o deschidere de 18,29 m, este realizat cu grinzi de oțel și tablier. Cea mai abruptă pantă⁠(d) a căii ferate este de 1:33 sau 3%, și are 919 curbe, cea mai strânsă⁠(d) fiind de 48 de grade (cu o rază de 37,47 m). Linia urcă de la 656 m până la o altitudine maximă de 2.076 m la Shimla. Cel mai lung tunel de pe linie este Tunelul Barog (Nr. 33), cu o lungime de 1.144 m, legând Dagshai și Solan. Buclele de la Taksal, Gumman, și Dharampur ajută la îndulcirea pantelor.
Calea ferată Kalka–Shimla s-a alăturat căilor ferate Nilgiri și Darjeeling în Patrimoniul Mondial UNESCO în 2008.

## Calea ferată Matheran Hill

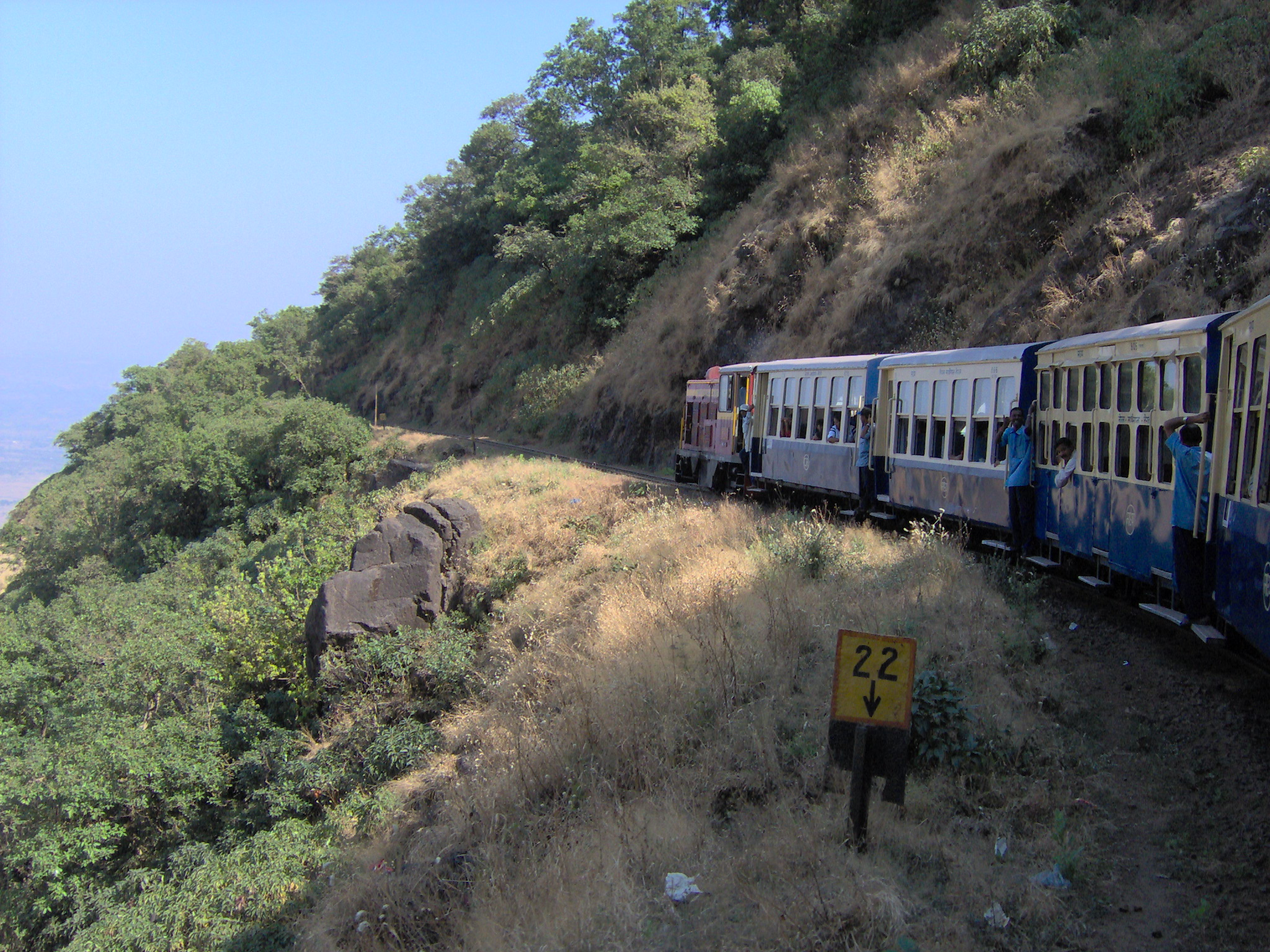
Tren pe calea ferată Matheran Hill

Calea ferată Matheran Hill se întinde pe o distanță de 20 km între Neral⁠(d) și Matheran⁠(d) în Munții Ghats de Vest.
Construcția căii ferate Matheran Hill a fost coordonată de Abdul Peerbhoy și a fost finanțată de către tatăl acestuia, Sir Adamjee Peerbhoy⁠(d) de la Adamjee Group⁠(d). Traseul a fost proiectat în anul 1900, iar construcția a început în 1904 și s-a finalizat în 1907. Liniile originare au fost construite folosind șină de 30 de livre pe yard, dar ulterior au fost înlocuite cu șine mai grele, de 42 de livre pe yard. Până în anii 1980, calea ferată se închidea în timpul sezonului musonic din cauza riscului crescut de alunecări de teren, dar acum este ținută deschisă pe tot parcursul anului. Linia este administrată de către Central Railway zone⁠(d).
O trăsătură unică a acestei liniei o constituie terasamentele în profil de potcoavă. Caracteristici notabile ale traseului sunt stația Neral, prima de pe traseu; secțiunea Herdal Hill; panta abruptă Bhekra Khud; Tunelul Un Sărut (singurul tunelul de pe traseu, și-a dobândit porecla deoarece este doar suficient de lung pentru a schimba un sărut cu partenerul); o stație de conducte de apă, care nu mai este în funcțiune; Muntele Berry, cu două zig-zaguri abrupte; Punctul Panorama; și în cele din urmă, capătul traseului la bazarul Matheran. Calea ferată cu ecartament larg între Mumbai și Pune se află în apropiere de linia Matheran Hill, cele două linii întretăindu-se în două locații. Panta maximă a căii ferate este de 1:20 (5%) și curbele strânse necesită ca viteza trenului să fie limitată la 20 km/h.

## Calea ferată Valea Kangra

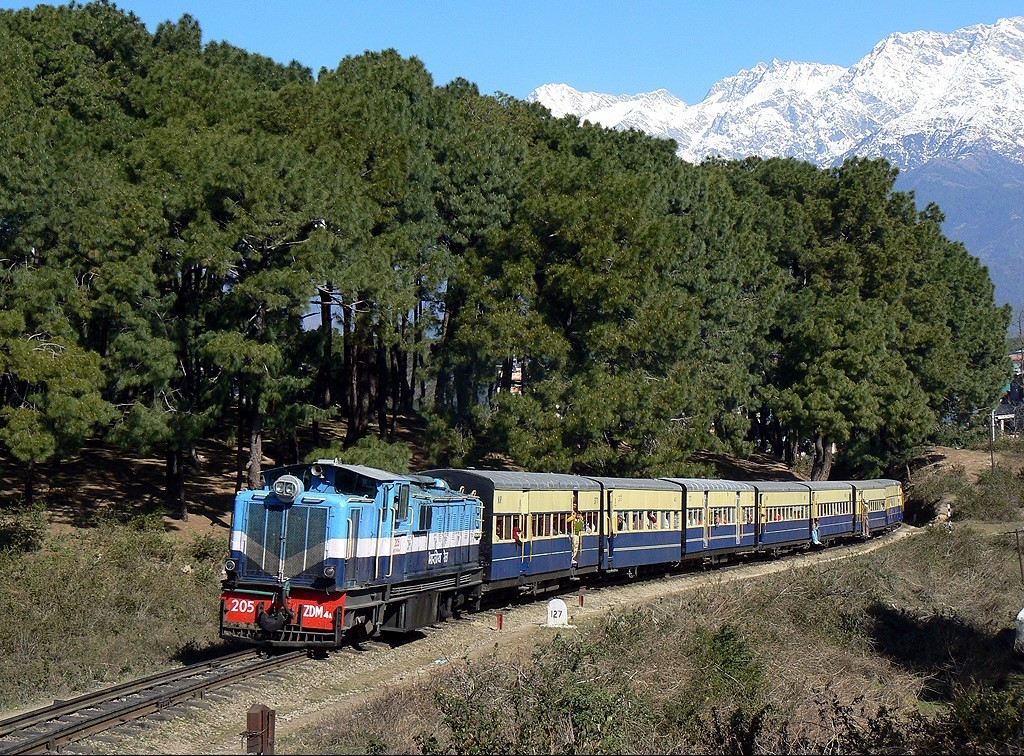
Un tren de pe calea ferată Valea Kangra

Calea ferată Valea Kangra se află în zona subhimalayană și se întinde pe o distanță de 163 km între Pathankot⁠(d) și Jogindernagar⁠(d), o zonă cunoscută pentru natura sa și pentru străvechile altare⁠(d) hinduse⁠(d). Cel mai înalt punct de pe această linie este stația Ahju, la o altitudine de 1.291 m, iar capătul de la Joginder Nagar se află la 1.189 m.
Linia, care face parte din Northern Railway și are un ecartament de 762 mm, a fost proiectată în luna mai 1926 și dată în folosință în anul 1929. Este cunoscută popular ca Trenul de Jucărie Kangra.
Linia are 971 de poduri proiectate unic și două tuneluri. Două poduri deosebit de importante  sunt podul cu arcade de oțel⁠(d) peste Reond nalah și podul de grinzi⁠(d) peste râul Banganga⁠(d). Deși înclinația linie este, în general, blândă, zona critică cu pante abrupte este pe porțiunea de 142 km, o zonă cu lățime de 210 m cu o pantă de 1:19 și pante de abordare de 1:31 și 1:25. Ultima porțiune, între Baijnath⁠(d) și Jogindernagar⁠(d), are o pantă de 1:25.

## Linia Jammu–Baramulla

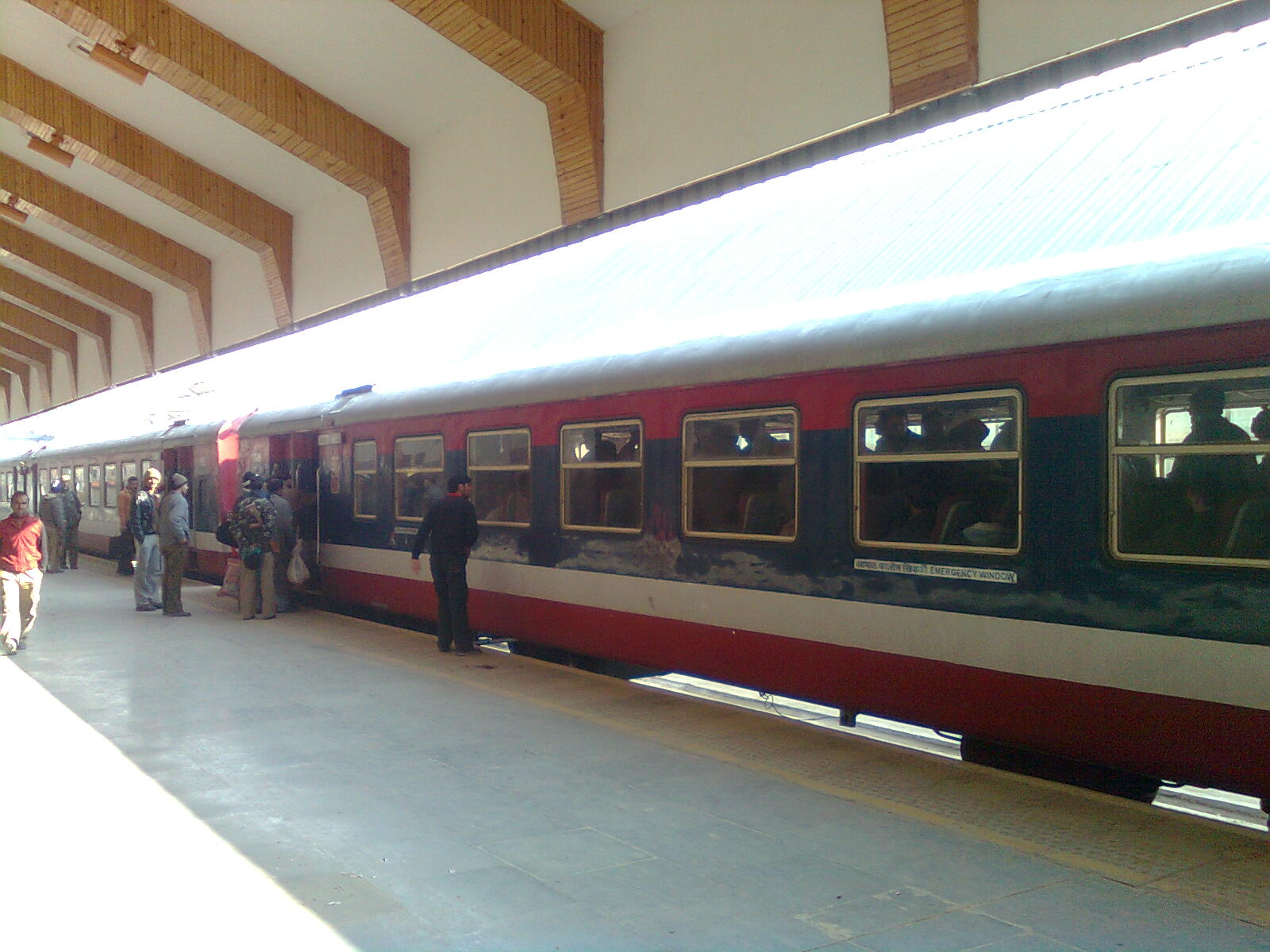
Tren în gara Srinagar pe linia Jammu–Baramulla

Linia Jammu–Baramulla este o cale ferată cu ecartament de 1.676 mm construită în India pentru a conecta statul Jammu și Kashmir cu restul țării. Calea ferată pornește din Jammu și va acoperi 345 km până în orașul Baramulla la marginea nord-vestică a Văii Kashmir.
Traseul traversează zone seismice majore și este supus unor temperaturi extreme de frig și de căldură, precum și terenului neospitalier, ceea ce îl face să fie un proiect dificil de inginerie. Linia de cale ferată este în construcție din 2002, când a fost declarată proiect național. Ea va lega capitala de iarnă a statului, Jammu, cu capitala de vară, Srinagar, și de acolo mai departe. Linia de cale ferată a fost construită din Jammu până la Katra, și linia de la Katra la Banihal poate fi finalizată până în 2020.

## Secțiunea Lumding–Badarpur
Secțiunea Lumding–Badarpur⁠(d) din Assam este formată dintr-o linie de cale ferată de 1.676 mm de la Lumding⁠(d) la Badarpur⁠(d). Ea are numeroase poduri și tuneluri. Lungimea totală traseului este de 210 km și traversează Munții Barail⁠(d).

## Căi ferate propuse
Linia Srinagar–Kargil–Leh⁠(d) este o propunere de cale ferată care să ducă din Srinagar prin orașul Kargil⁠(d) la Leh pentru a fi operată de către Indian Railways⁠(d). Linia a fost desemnată proiect național la 26 februarie 2013.
Linia Bilaspur–Manali–Leh⁠(d) este o propunere de linie de cale ferată care să conecteze Bilaspur din Himachal Pradesh cu Leh din regiunea Ladakh a statului Jammu și Kashmir. Linia Bilaspur–Manali–Leh ar urma să fie cea mai înaltă cale ferată din lume la terminarea ei, depășind recordul actual al  căii ferate Qinghai–Tibet din China.
Linia Jammu–Poonch⁠(d) este o propunere de linie de cale ferată de la gara Jammu Tawi railway station⁠(d) prin orașul istoric Akhnoor⁠(d) până la Poonch⁠(d) pe ruta Kaleeth⁠(d)–Doori Dager–Chowki Chuora⁠(d)–Bhambla⁠(d)–Nowshera⁠(d)–Rajauri⁠(d). Linia a fost desemnată proiect național la 22 martie 2012. Noua linie de cale ferată între Jammu și Poonch cu o lungime de 234 km va costa ₹7228 crore.
Calea ferată Chota Char Dham⁠(d) este compusă din două linii intersectate în Y, cuprinzând următoarele patru porțiuni individulae de cale ferată: calea ferată Doiwala–Dehradun–Uttarkashi–Maneri Gangotri⁠(d), de 131 km; calea ferată Uttarkashi–Palar Yamunotri⁠(d), de 22 km care se ramifică din cea de mai sus la Uttarkashi⁠(d); calea ferată Karnaprayag–Saikot–Sonprayag Kedarnath⁠(d), de 99 km; și calea ferată Saikot–Joshimath Badrinath⁠(d), de 75 km care se intersectează în Y cu cea de sus la Saikot. Calea ferată Rishikesh–Karnaprayag⁠(d), și ea în curs de construcție, este o nouă legătură feroviară pornind din gara Rishikesh⁠(d) spre Karnaprayag⁠(d).